# Foment de la Sardana de Rubí
El Foment de la Sardana de Rubí és una de les obres de tot l'entorn cultural que es va impulsar a principi dels anys 1920, sota l'auspici del Dr. Guardiet. La primera audició pública, i que s'agafa com a referència de la seva fundació, és el 23 d'octubre de 1927. Els fundadors, Joan Vila, Leandre Solà i Rossend Batlló, amb la col·laboració del Dr. Guardiet, van aconseguir reunir 99 socis. Amb el que es recaptava de les aportacions dels Socis i col·laboradors es feia una audició de sardanes cada mes.
Des de la seva fundació ha tingut com a finalitat la difusió i enaltiment de la sardana. Des de llavors i fins ara ha passat per diferents etapes. La primera seria fins a l'any 1936. Després hi va haver el parèntesi de la guerra i a partir dels anys 40 es va tornar a engegar, refundat amb el nom de Fomento de la Danza de la Parroquia de San Pedro de Rubí. Amb motiu de la celebració del 50è aniversari, l'any 1977, es va recuperar el nom original de Foment de la Sardana.
L'any 2002, amb motiu de la celebració del 75è. Aniversari, li fou atorgat el Premi a la Continuïtat per l'Obra del Ballet Popular. Actualment el Foment de la Sardana de Rubí organitza anualment un total de 14 audicions i 3 Concerts de sardanes, com activitats ordinàries; 2 o 3 audicions i 1 concert de sardanes per a la Festa Major; diversos cursets d'ensenyament de sardanes; i col·labora també en l'organització de l'Aplec de Rubí. Participa en tots aquells actes i festes destacades com són Sant Jordi, Festa Major de Sant Roc o la Diada Nacional de Catalunya; o col·laborant també amb l'Ajuntament i diverses Associacions i Entitats de Rubí.
S'han editat 6 enregistraments amb sardanes dedicades a Rubí: el 1r amb motiu de la celebració de les Noces d'Or; el 2n amb motiu del Mil·lenari de Rubí; el 3r per a celebrar el 70è aniversari de l'Entitat; i els 4t i 5è amb motiu de la celebració del 75è Aniversari de la nostra fundació, l'any 2002; el sisè i darrer fou editat amb motiu del 80è aniversari, el 2007.
Justament aquest any 2007 s'instaurà la celebració del 1r. Concert de Primavera, amb la participació de la Cobla La Principal del Llobregat i de l'Esbart Dansaire de Rubí. Amb aquest concert es vol impulsar la col·laboració amb altres entitats de Rubí, havent-hi participat fins ara la Coral Conturbat-me, l'Obrador Coral i la Coral Unió Rubinenca. Aquest any hi prendran part l'Orquestra de Cambra Miquel Casas Bell i la Coral Capella de Música Santa Maria de Mollet.